# Malaysia Open 1984
Die Malaysia Open 1984 im Badminton fanden vom 11. bis zum 15. Juli 1984 in Ipoh, Malaysia statt.

## Finalresultate
| Disziplin    | Sieger                      | Finalist                          | Ergebnis           |
| ------------ | --------------------------- | --------------------------------- | ------------------ |
| Herreneinzel | Icuk Sugiarto               | Morten Frost                      | 15:9, 15:4         |
| Dameneinzel  | Li Lingwei                  | Wu Jianqiu                        | 6:11, 11:8, 11:8   |
| Herrendoppel | Lee Deuk-choon Kim Moon-soo | Jalani Sidek Razif Sidek          | 15:6, 12:15, 15:10 |
| Damendoppel  | Wu Jianqiu Guan Weizhen     | Christine Magnusson Gillian Clark | 15:10, 15:13       |
| Mixed        | Martin Dew Gillian Gilks    | Nigel Tier Gillian Gowers         | 15:6, 15:5         |